# Saint-Rémy-de-Sillé
Pour les articles homonymes, voir Saint-Rémy.
Saint-Rémy-de-Sillé est une commune française, située dans le département de la Sarthe en région Pays de la Loire, peuplée de 832 habitants.
La commune fait partie de la province historique du Maine.

## Géographie

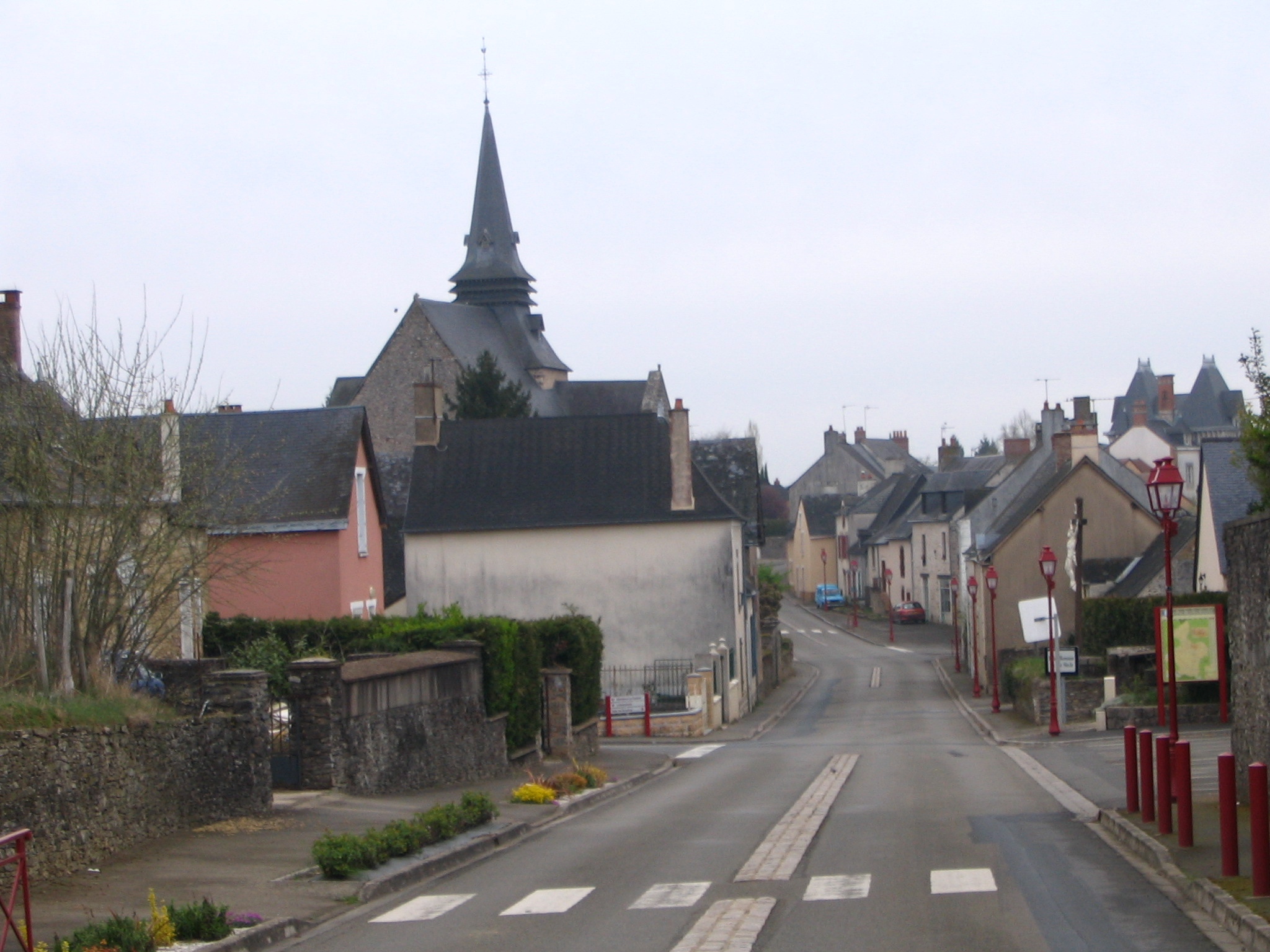
La rue principale.

La commune est à l'ouest du Haut-Maine, entre les Alpes mancelles au nord et la Champagne au sud. Son bourg est à 3 km à l'est de Sillé-le-Guillaume, à 10 km au nord-ouest de Conlie et à 16 km au sud-ouest de Fresnay-sur-Sarthe. Elle fait partie du parc naturel régional Normandie-Maine.
Les principaux lieux-dits sont la Croix Rouge, la Brandarie, la Roche, l'Aunay et l'Anjoubert.

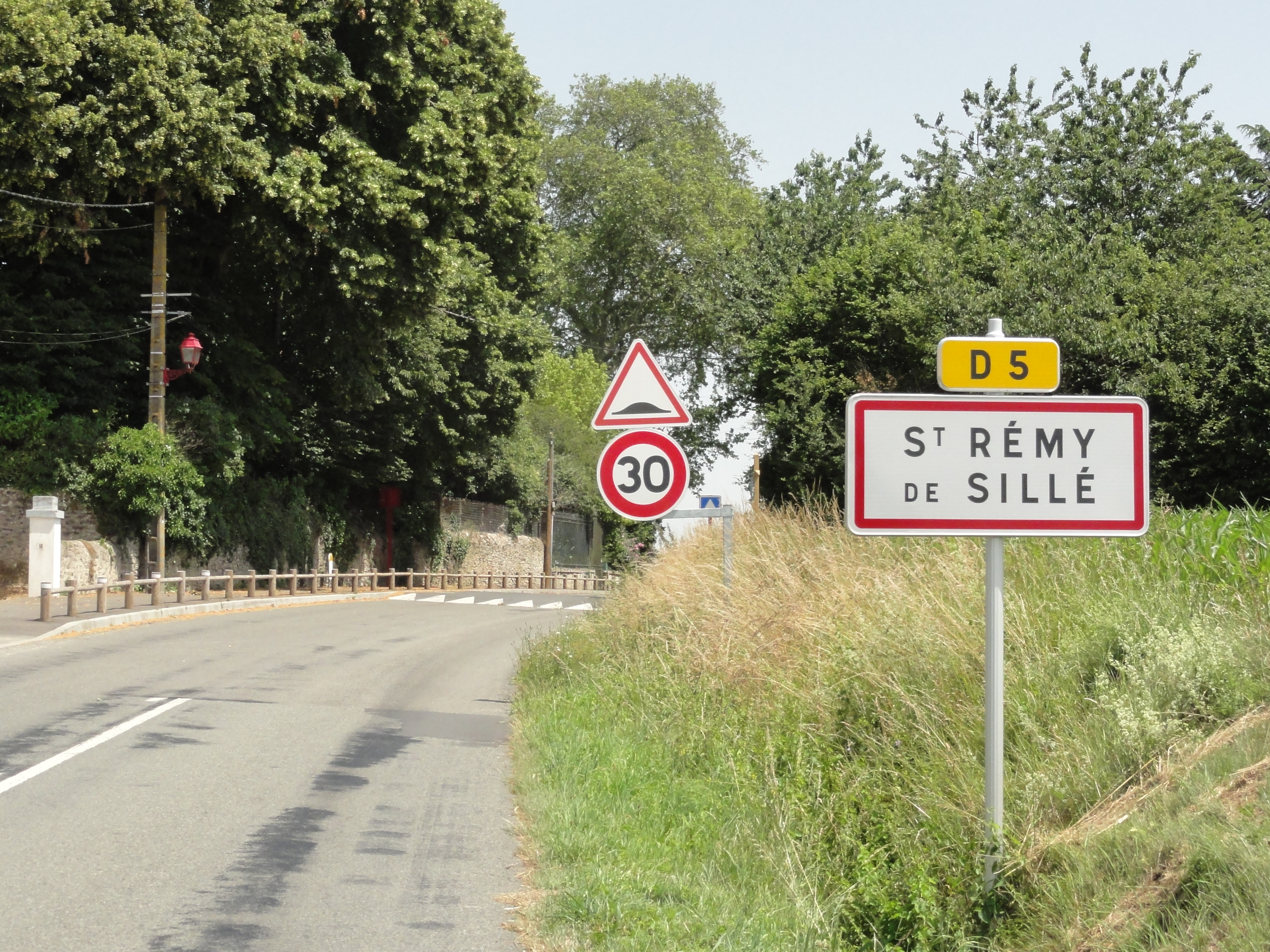
Entrée du bourg.
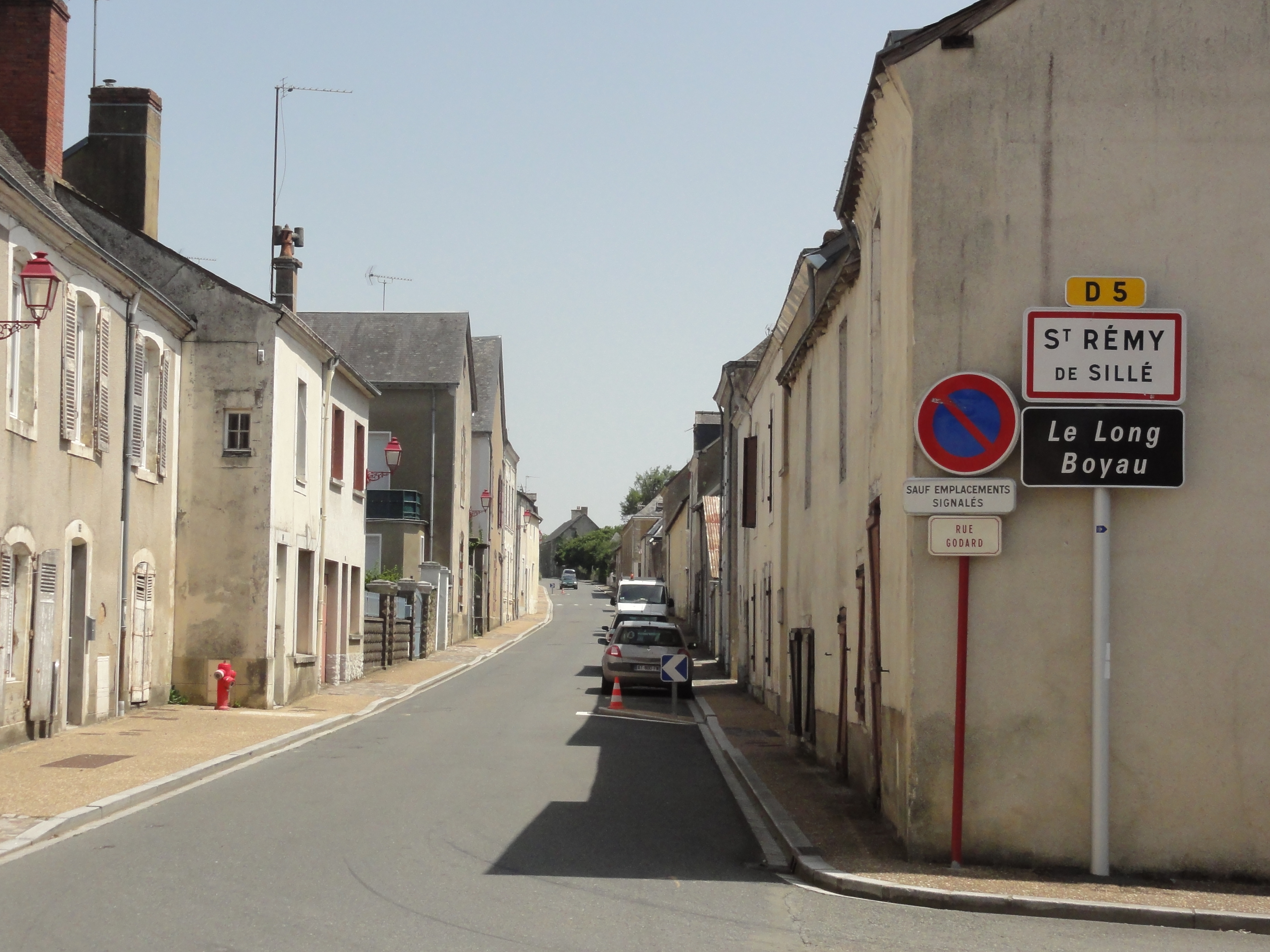
entrée Le Long Boyau.
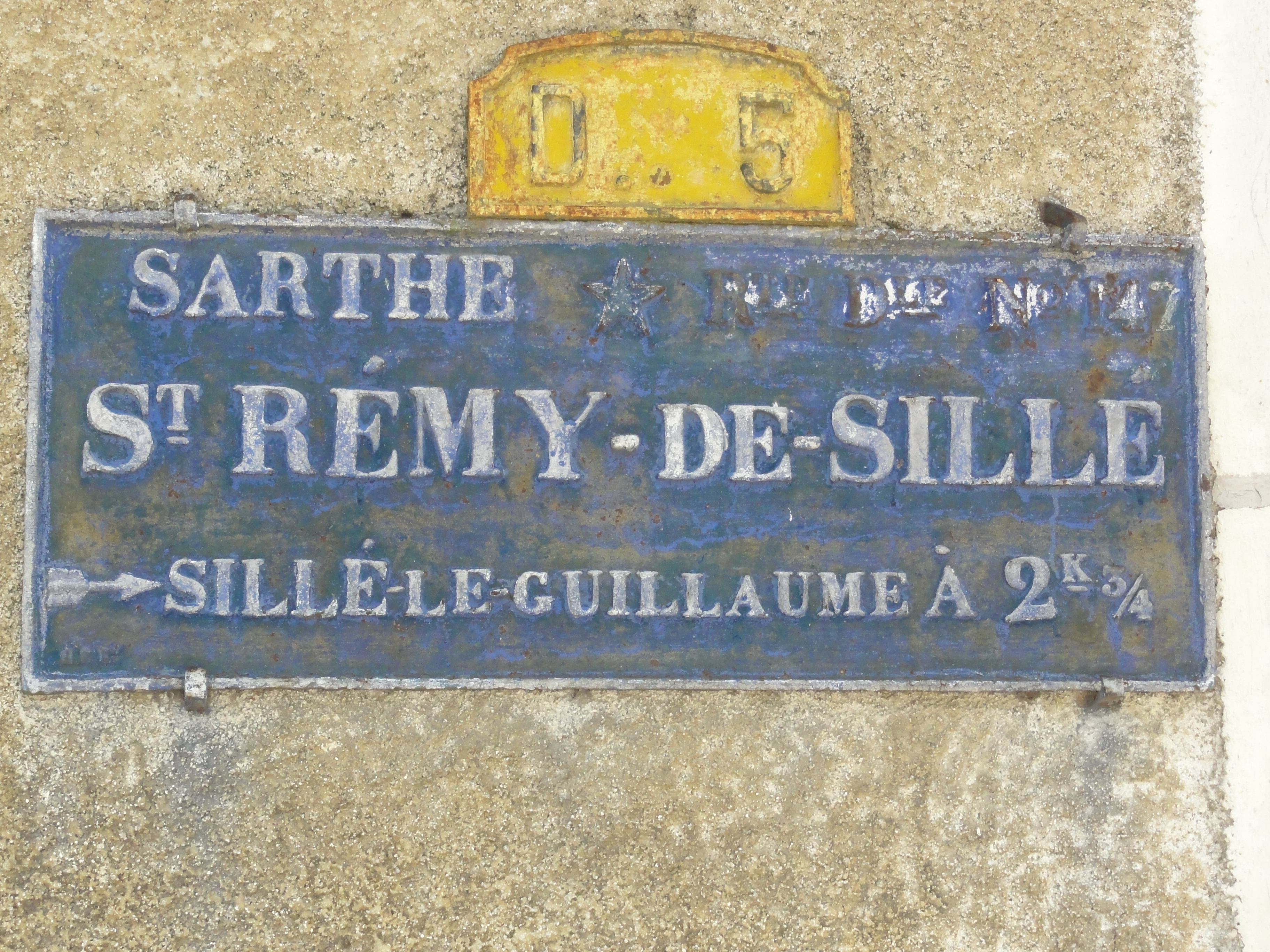
Plaque de cocher.
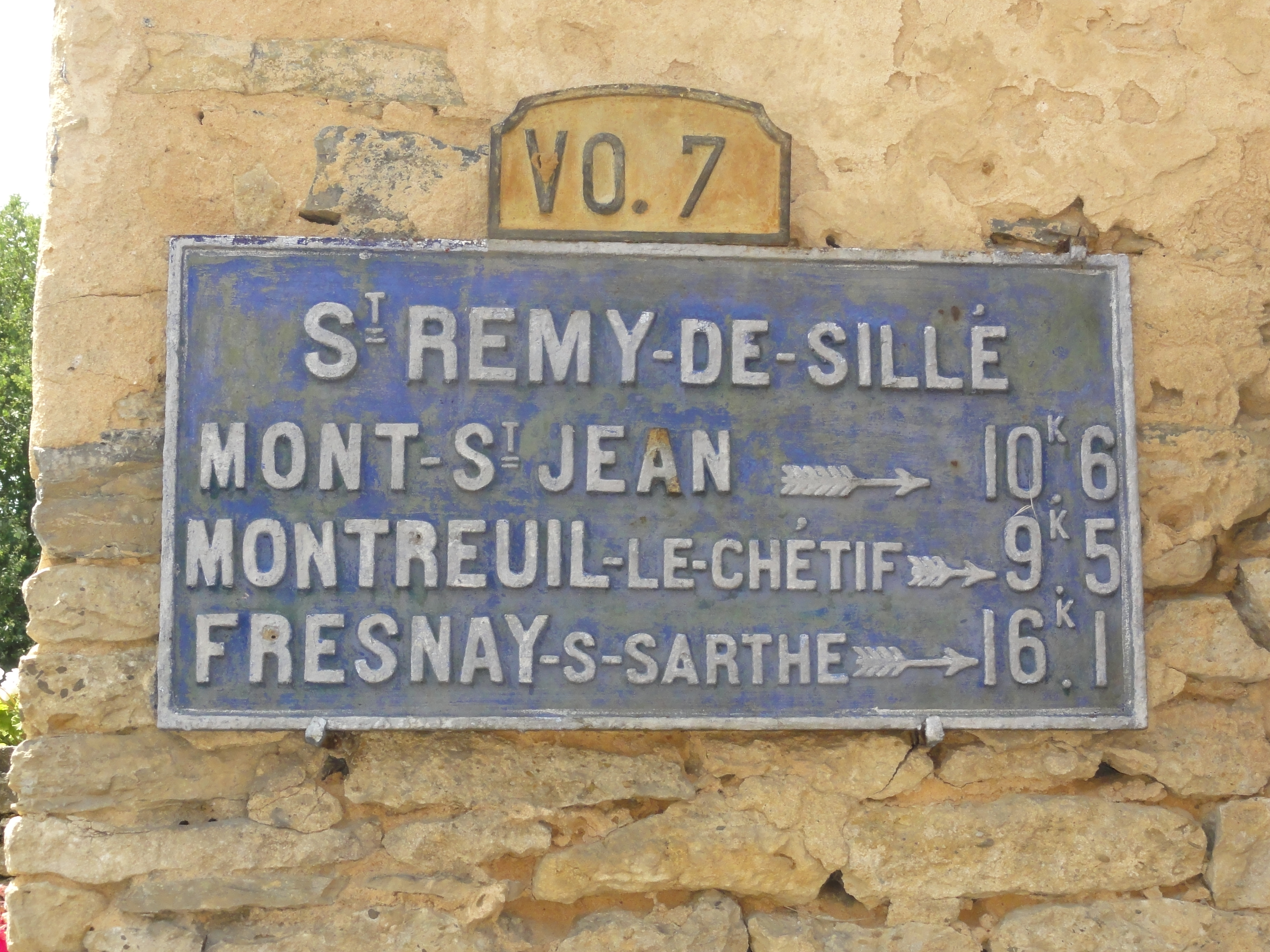
Plaque de cocher.

| Sillé-le-Guillaume | Mont-Saint-Jean     | Crissé |
| Sillé-le-Guillaume | Saint-Rémy-de-Sillé | Crissé |
| Sillé-le-Guillaume | Rouez               | Crissé |

### Climat
Pour des articles plus généraux, voir Climat des Pays de la Loire et Climat de la Sarthe.
En 2010, le climat de la commune est de type climat océanique dégradé des plaines du Centre et du Nord, selon une étude du CNRS s'appuyant sur une série de données couvrant la période 1971-2000. En 2020, Météo-France publie une typologie des climats de la France métropolitaine dans laquelle la commune est exposée à un climat océanique et est dans la région climatique  Moyenne vallée de la Loire, caractérisée par une bonne insolation (1 850 h/an) et un été peu pluvieux. 
Pour la période 1971-2000, la température annuelle moyenne est de 10,7 °C, avec une amplitude thermique annuelle de 14,5 °C. Le cumul annuel moyen de précipitations est de 790 mm, avec 12,6 jours de précipitations en janvier et 7,2 jours en juillet. Pour la période 1991-2020, la température moyenne annuelle observée sur la station météorologique de Météo-France la plus proche, sur la commune de Rouessé-Vassé à 8 km à vol d'oiseau, est de 11,7 °C et le cumul annuel moyen de précipitations est de 806,9 mm,. Pour l'avenir, les paramètres climatiques de la commune estimés pour 2050 selon différents scénarios d'émission de gaz à effet de serre sont consultables sur un site dédié publié par Météo-France en novembre 2022.

## Urbanisme

### Typologie
Au 1er janvier 2024, Saint-Rémy-de-Sillé est catégorisée commune rurale à habitat dispersé, selon la nouvelle grille communale de densité à sept niveaux définie par l'Insee en 2022.
Elle est située hors unité urbaine. Par ailleurs la commune fait partie de l'aire d'attraction de Sillé-le-Guillaume, dont elle est une commune de la couronne,. Cette aire, qui regroupe 5 communes, est catégorisée dans les aires de moins de 50 000 habitants,.

### Occupation des sols
L'occupation des sols de la commune, telle qu'elle ressort de la base de données européenne d’occupation biophysique des sols Corine Land Cover (CLC), est marquée par l'importance des territoires agricoles (88 % en 2018), une proportion sensiblement équivalente à celle de 1990 (88,4 %). La répartition détaillée en 2018 est la suivante : 
prairies (52,5 %), terres arables (27,9 %), zones agricoles hétérogènes (7,5 %), forêts (7 %), zones urbanisées (5,1 %). L'évolution de l’occupation des sols de la commune et de ses infrastructures peut être observée sur les différentes représentations cartographiques du territoire : la carte de Cassini (XVIIIe siècle), la carte d'état-major (1820-1866) et les cartes ou photos aériennes de l'IGN pour la période actuelle (1950 à aujourd'hui).

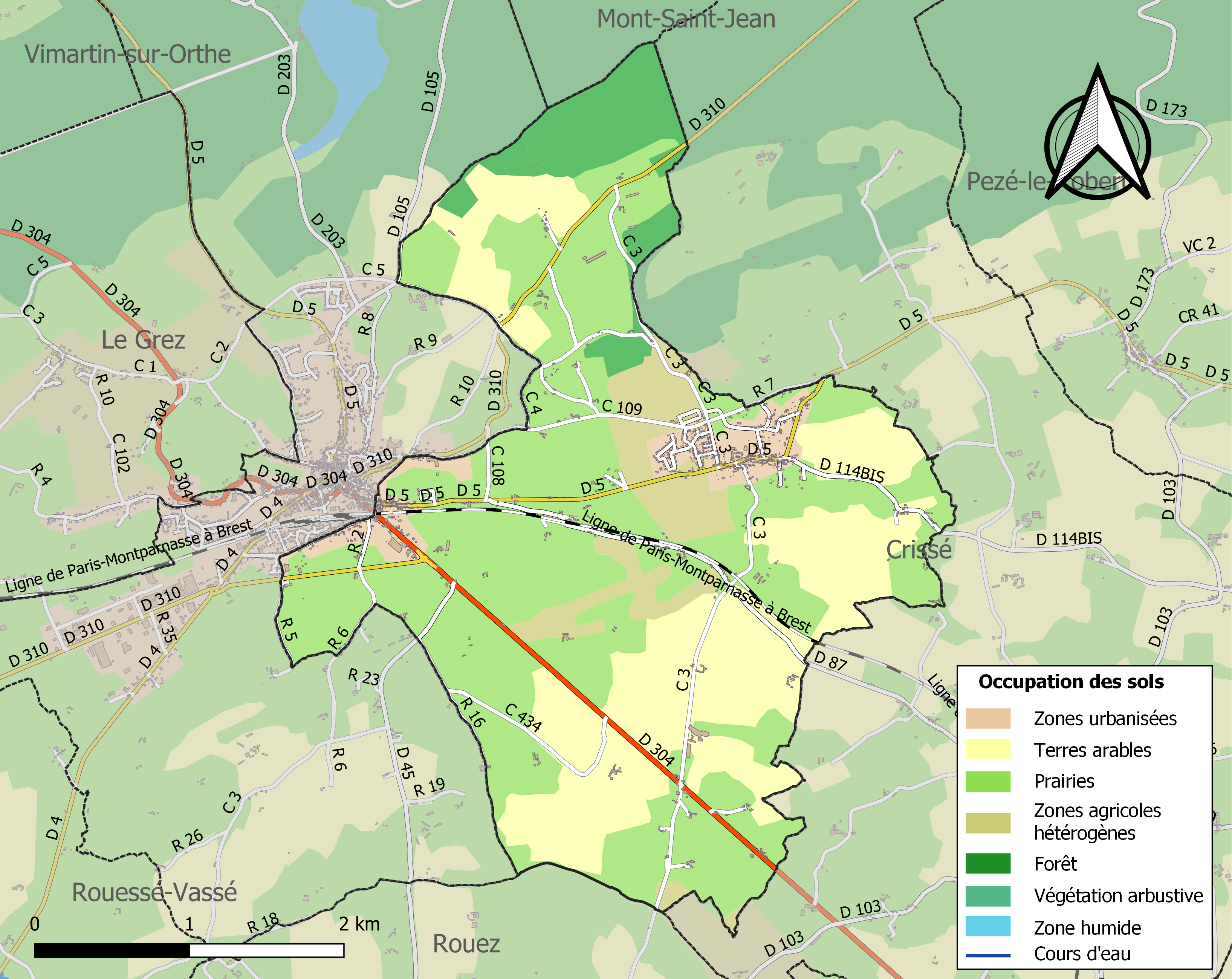
Carte des infrastructures et de l'occupation des sols de la commune en 2018 (CLC).

## Toponymie
Le toponyme est attesté sous la forme S. Remigii de Siliaco vers 1160. La paroisse était dédiée à Remi, évêque de Reims des Ve et VIe siècles qui baptisa Clovis. Sillé est le chef-lieu de canton auquel la commune est limitrophe.
Le gentilé est Saint-Rémois.

## Politique et administration
| Période                                  | Période      | Identité       | Étiquette | Qualité                |
| ---------------------------------------- | ------------ | -------------- | --------- | ---------------------- |
| 1980                                     | octobre 2006 | Jacques Martin |           |                        |
| octobre 2006                             | En cours     | Alain Horpin   | SE        | Responsable commercial |
| Les données manquantes sont à compléter. |              |                |           |                        |

Le conseil municipal est composé de quinze membres dont le maire et quatre adjoints.

## Démographie
L'évolution du nombre d'habitants est connue à travers les recensements de la population effectués dans la commune depuis 1793. Pour les communes de moins de 10 000 habitants, une enquête de recensement portant sur toute la population est réalisée tous les cinq ans, les populations de référence des années intermédiaires étant quant à elles estimées par interpolation ou extrapolation. Pour la commune, le premier recensement exhaustif entrant dans le cadre du nouveau dispositif a été réalisé en 2008.
En 2022, la commune comptait 832 habitants, en évolution de −0,72 % par rapport à 2016 (Sarthe : −0,25 %, France hors Mayotte : +2,11 %).
Saint-Rémy-de-Sillé a compté jusqu'à 1 437 habitants en 1846.
| 1793 | 1800  | 1806  | 1821  | 1831  | 1836  | 1841  | 1846  | 1851  |
| ---- | ----- | ----- | ----- | ----- | ----- | ----- | ----- | ----- |
| 876  | 1 041 | 1 143 | 1 123 | 1 230 | 1 401 | 1 419 | 1 437 | 1 390 |

| 1856  | 1861  | 1866  | 1872  | 1876  | 1881  | 1886  | 1891  | 1896 |
| ----- | ----- | ----- | ----- | ----- | ----- | ----- | ----- | ---- |
| 1 314 | 1 222 | 1 148 | 1 136 | 1 095 | 1 098 | 1 059 | 1 004 | 942  |

| 1901 | 1906 | 1911 | 1921 | 1926 | 1931 | 1936 | 1946 | 1954 |
| ---- | ---- | ---- | ---- | ---- | ---- | ---- | ---- | ---- |
| 913  | 909  | 915  | 885  | 890  | 762  | 765  | 809  | 764  |

| 1962 | 1968 | 1975 | 1982 | 1990 | 1999 | 2006 | 2008 | 2013 |
| ---- | ---- | ---- | ---- | ---- | ---- | ---- | ---- | ---- |
| 801  | 734  | 696  | 666  | 722  | 791  | 767  | 760  | 835  |

| 2018 | 2022 | - | - | - | - | - | - | - |
| ---- | ---- | - | - | - | - | - | - | - |
| 825  | 832  | - | - | - | - | - | - | - |

## Vie associative et sportive

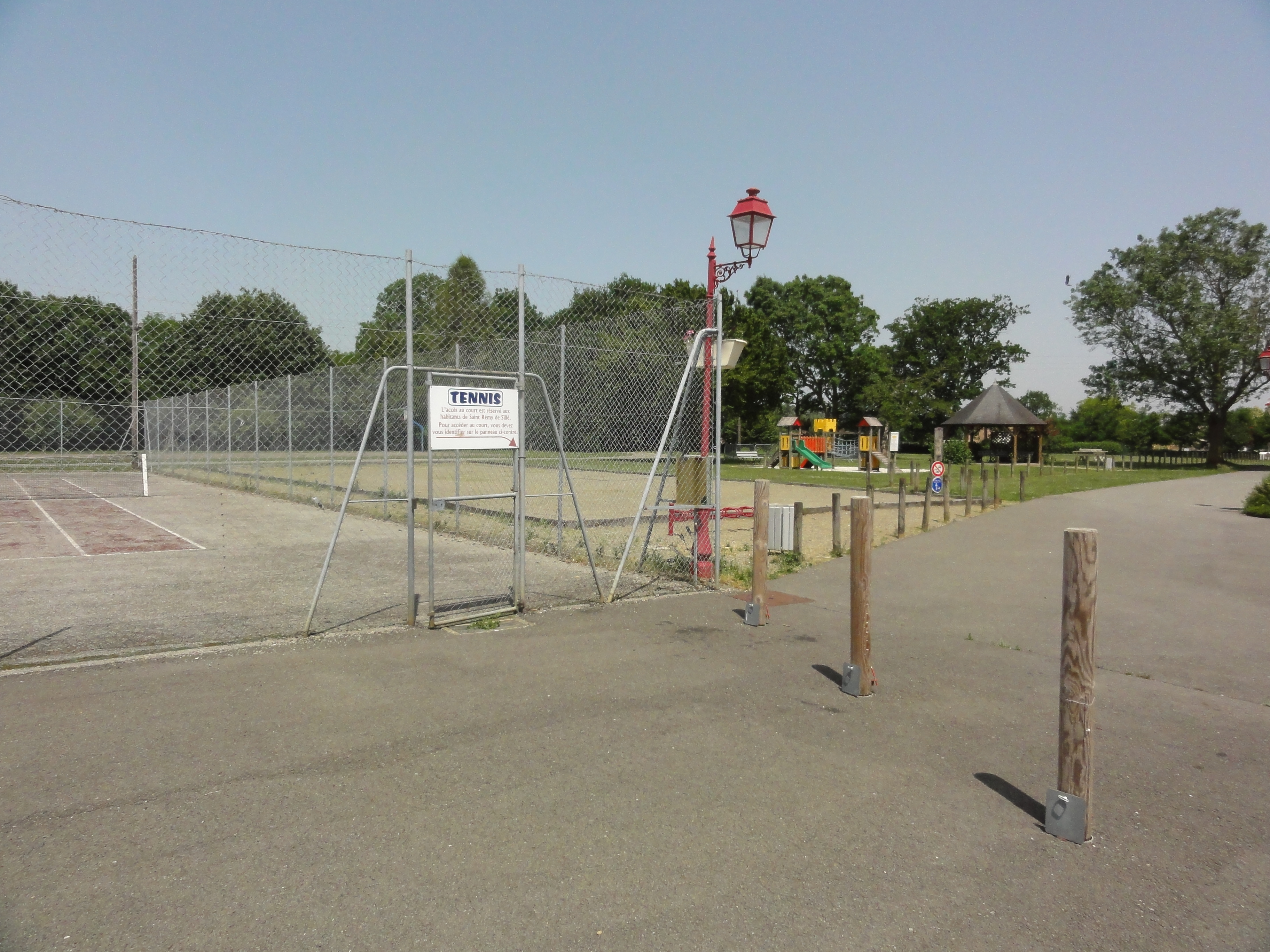
Le terrain multisports.

## Lieux et monuments
- Église Saint-Rémy, de style roman, du XIe siècle, restaurée en 1989, classée au titre des Monuments historiques depuis le 11 décembre 1912[23]. Elle comporte des parties de façade en « arêtes de poisson ». Elle abrite une statue de sainte Catherine, des fonts baptismaux et un vitrail représentant saint Rémi, classés à titre d'objets.
- Ancien prieuré Renaissance, avec fenêtres à meneaux, à proximité de l'église. Elle abrite la mairie actuelle et la salle Henri Venut. actuelle.
- Monument aux morts.
- Four à chanvre.

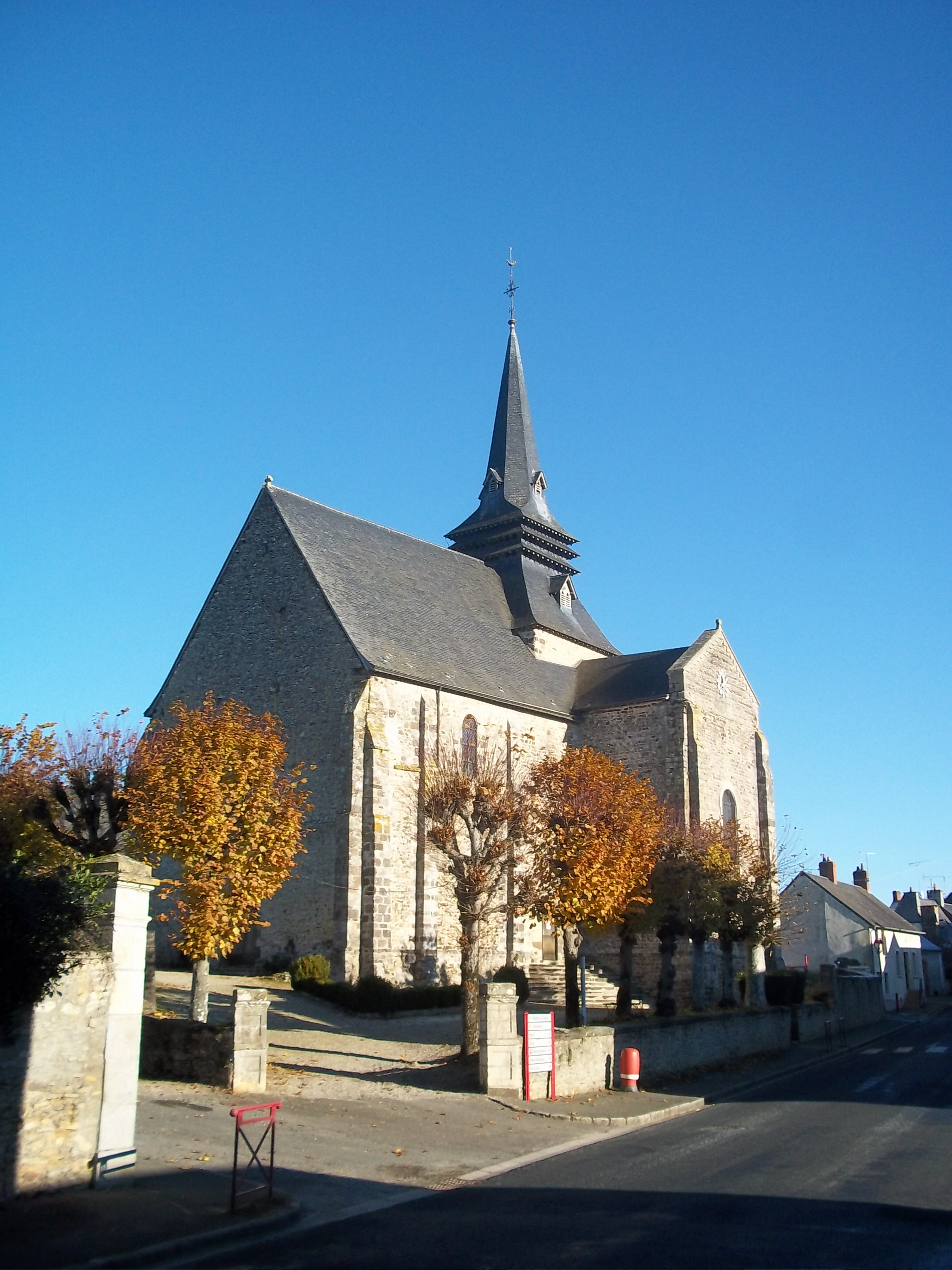
Église Saint-Rémy.
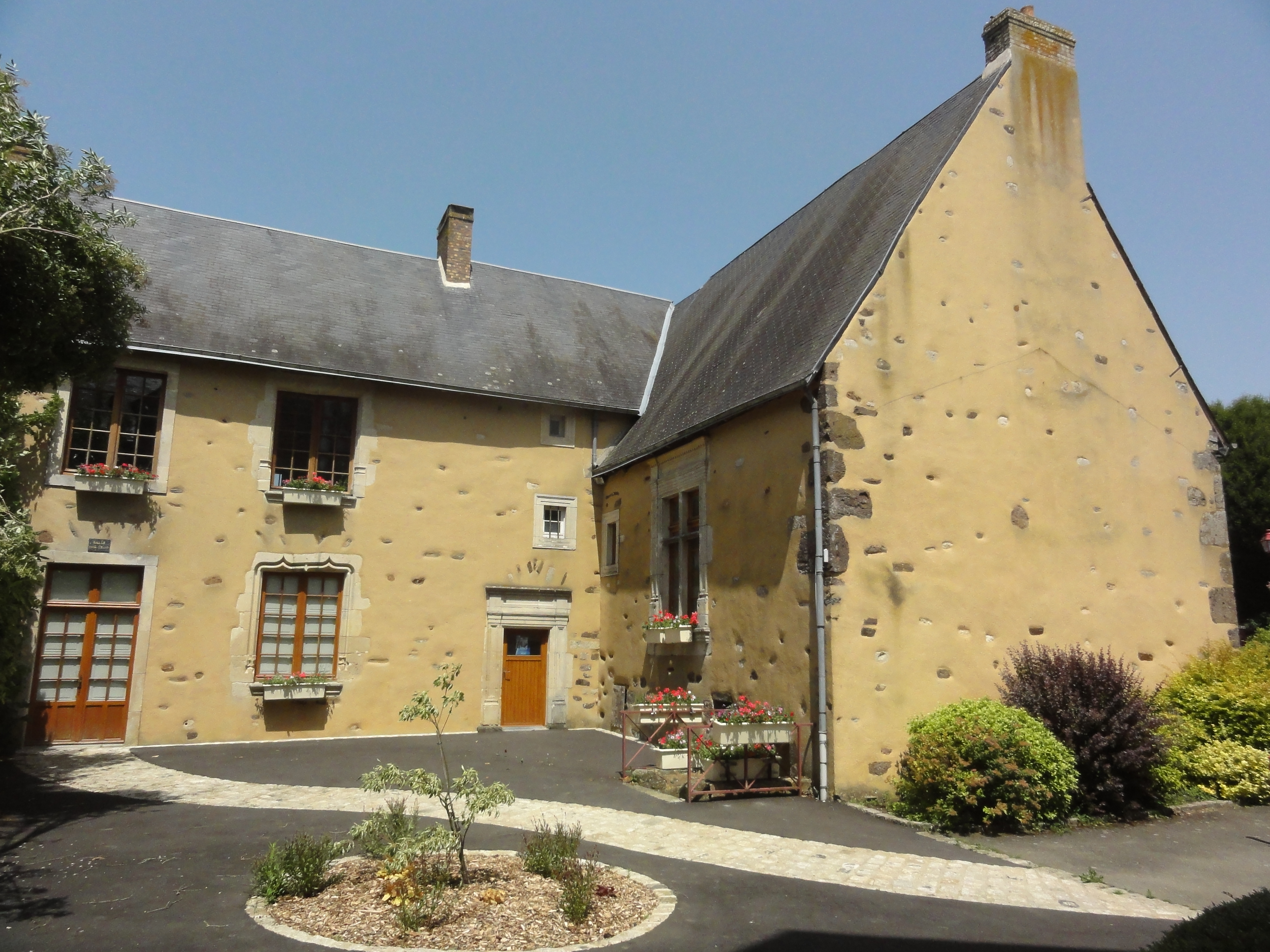
Ancien prieuré.
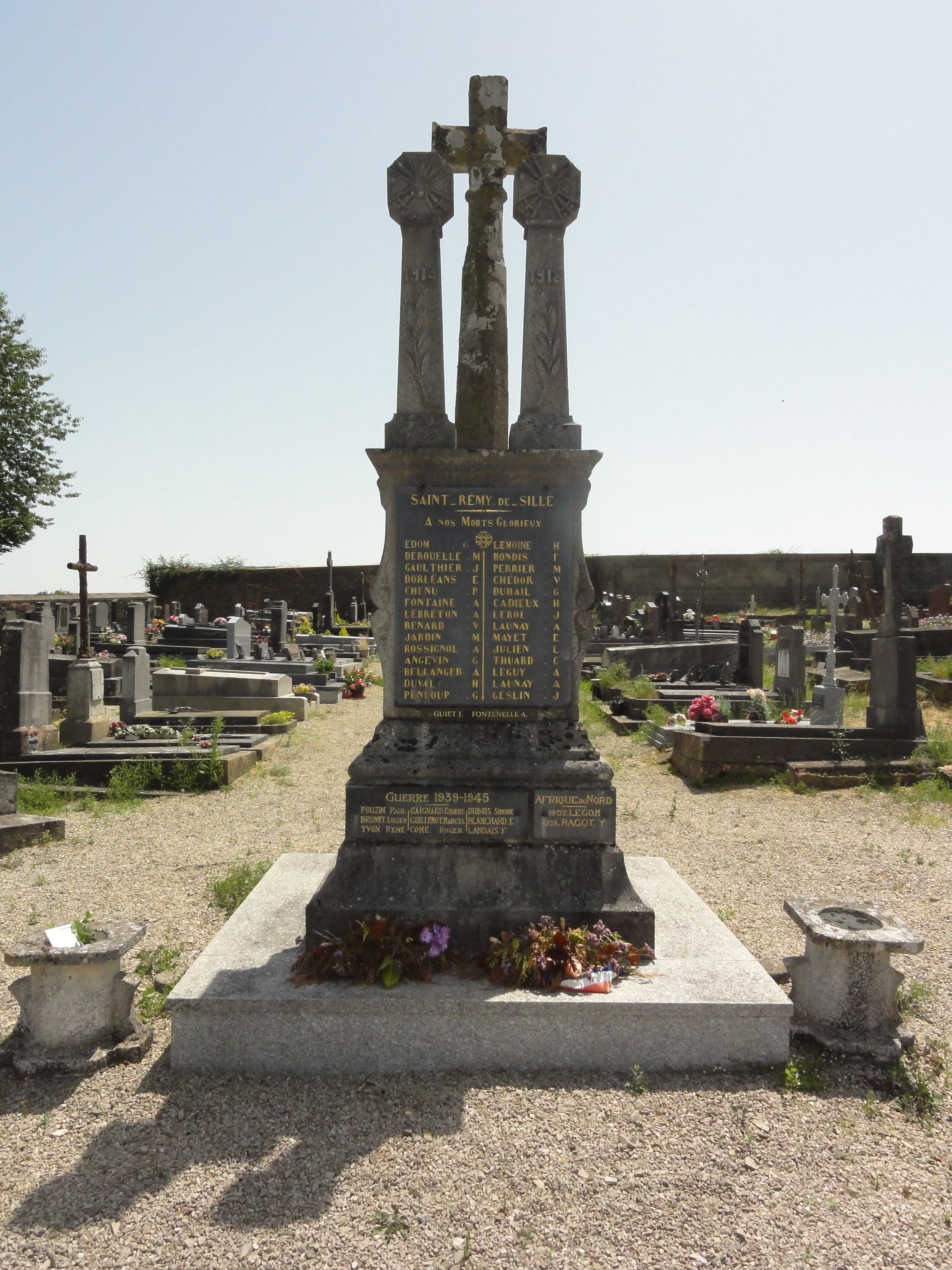
Monument aux morts.
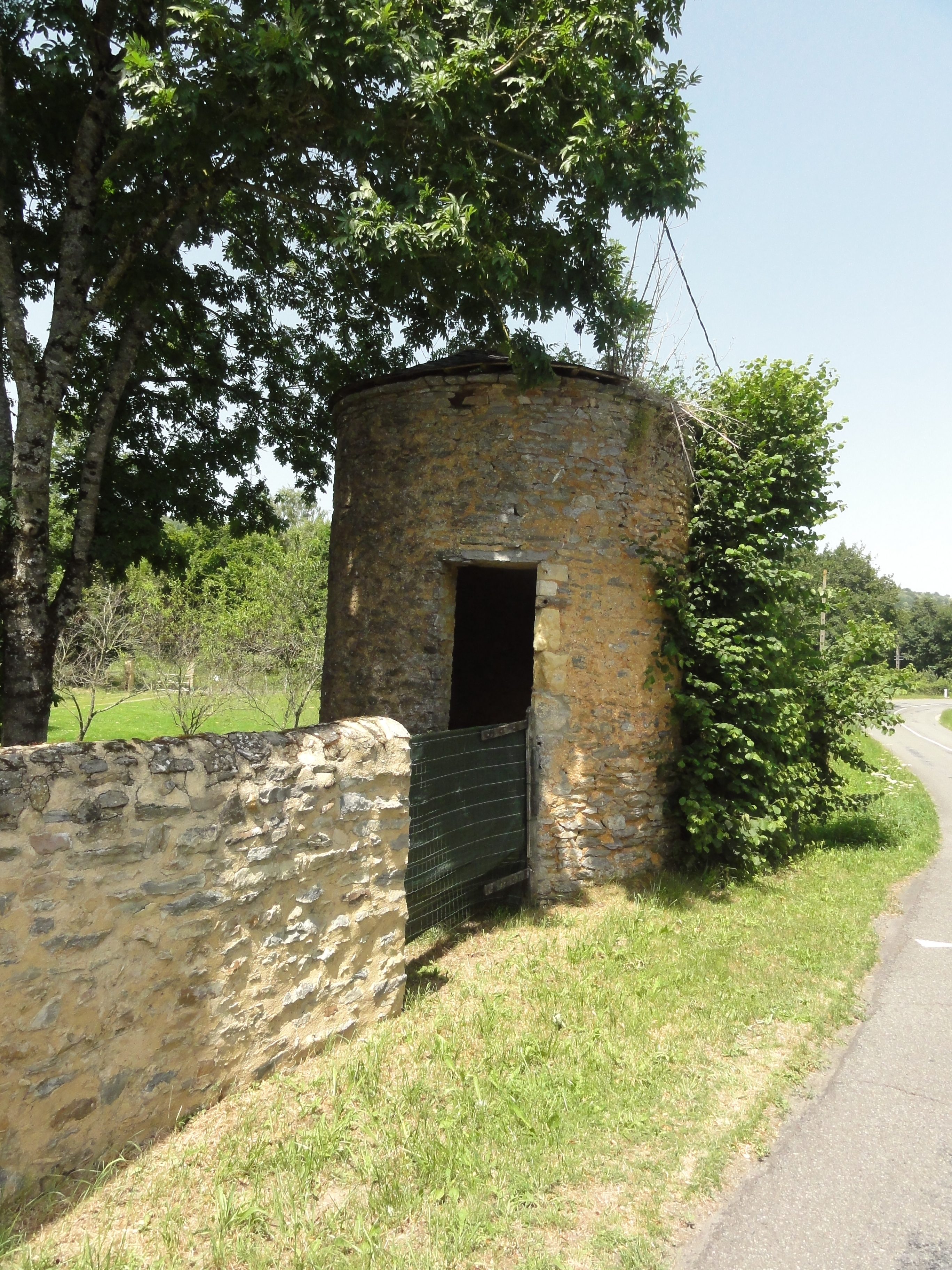
Four à chanvre.

## Activité, label et manifestations

### Jumelages
Dans le cadre du jumelage entre la Sarthe et le comté du Lincolnshire en Angleterre (environ 250 km au nord de Londres, côte est), depuis 1987 : Saint-Rémy-de-Sillé et Grasby (tout au nord du Lincolnshire) petit village de 300-400 habitants, résidentiel, possédant lui aussi une église classée (XIIIe siècle) all saints of Grasby (Toussaint).
Visites annuelles au moment de Pâques. Regroupe une trentaine de familles de part et d'autre de la Manche.
- Grasby (Royaume-Uni) depuis 1988.

### Label
La commune est une ville fleurie (deux fleurs) au concours des villes et villages fleuris.